# Horrible Bosses
Horrible bosses (comercializada en España con el título Cómo acabar con tu jefe y en Hispanoamérica con el título Quiero matar a mi jefe) es una película estadounidense del año 2011 dirigida por Seth Gordon. Está protagonizada por Jason Bateman, Charlie Day, Jason Sudeikis, Kevin Spacey, Jennifer Aniston, Colin Farrell y Jamie Foxx.

## Sinopsis
Nick (Jason Bateman) trabaja demasiado para conseguir un ascenso y su jefe (Kevin Spacey) se lo deniega, Dale (Charlie Day) trabaja en una clínica dental y es acosado sexualmente por su jefa (Jennifer Aniston) y Kurt (Jason Sudeikis) tiene que aguantar las estupideces de su nuevo jefe (Colin Farrell). Tras una noche de borrachera, los tres amigos deciden matar a sus jefes, sin saber hasta qué punto va a complicarse la situación…

## Elenco
- Jason Bateman como Nick Hendricks.
- Charlie Day como Dale Arbus.
- Jason Sudeikis como Kurt Buckman.
- Kevin Spacey Como Dave Harken.
- Jennifer Aniston como Julia Harris.
- Colin Farrell como Bobby Pellitt.
- Jamie Foxx como Dean "Motherfucker» Jones.[3][4]
- Donald Sutherland como Jack Pellit.
- Julie Bowen como Rhonda Harken.
- John Francis Daley como Carter.
- Meghan Markle como Jamie, la mensajera de FedEx.
- Ioan Gruffudd como Hombre Húmedo.

## Desarrollo
New Line Cinema comenzó la producción de la película en 2005 cuando ordenaron el guion de Michael Markowitz. Los directores Frank Oz y David Dobkin también estaban considerados para dirigir.

### Selección de actores
Durante la preproducción, un número de actores incluyendo Owen Wilson, Vince Vaughn, y Ashton Kutcher estuvieron vinculados para los papeles en la película. En mayo de 2010, Jennifer Aniston estaba en conversaciones para el papel de una «dentista sexualmente agresiva» mientras que Colin Farrell sería un «vástago comadreja.» En junio de 2010, Kevin Spacey se unió al proyecto como el jefe de Jason Bateman, New Line estaba en conversaciones con otros actores incluyendo Tom Cruise, Philip Seymour Hoffman y Jeff Bridges para el papel. Jamie Foxx interpretará un estafador.
El 27 de julio de 2010, Isaiah Mustafa confirmó estar en el elenco. Mustafa fue citado diciendo, "Es un papel menor».

### Filmación
Algunos de los lugares de filmación ocurrieron en Los Ángeles. Fotografías del set salieron en Internet en julio de 2010.